# Mściwojów (gmina)
Mściwojów est une gmina rurale du powiat de Jawor, Basse-Silésie, dans le sud-ouest de la Pologne. Son siège est le village de Mściwojów, qui se situe environ 7 km à l'est de Jawor et 55 km à l'ouest de la capitale régionale Wrocław.
La gmina couvre une superficie de 71,83 km2 pour une population de 4 034 habitants.

## Géographie
La gmina est bordée par la ville de Jawor et les gminy de Dobromierz, Legnickie Pole, Męcinka, Paszowice, Strzegom, Udanin et Wądroże Wielkie.
La gmina contient les villages de Barycz, Drzymałowice, Godziszowa, Grzegorzów, Luboradz, Marcinowice, Mściwojów, Niedaszów, Siekierzyce, Snowidza, Targoszyn et Zimnik.